# Brätspätzlesuppe

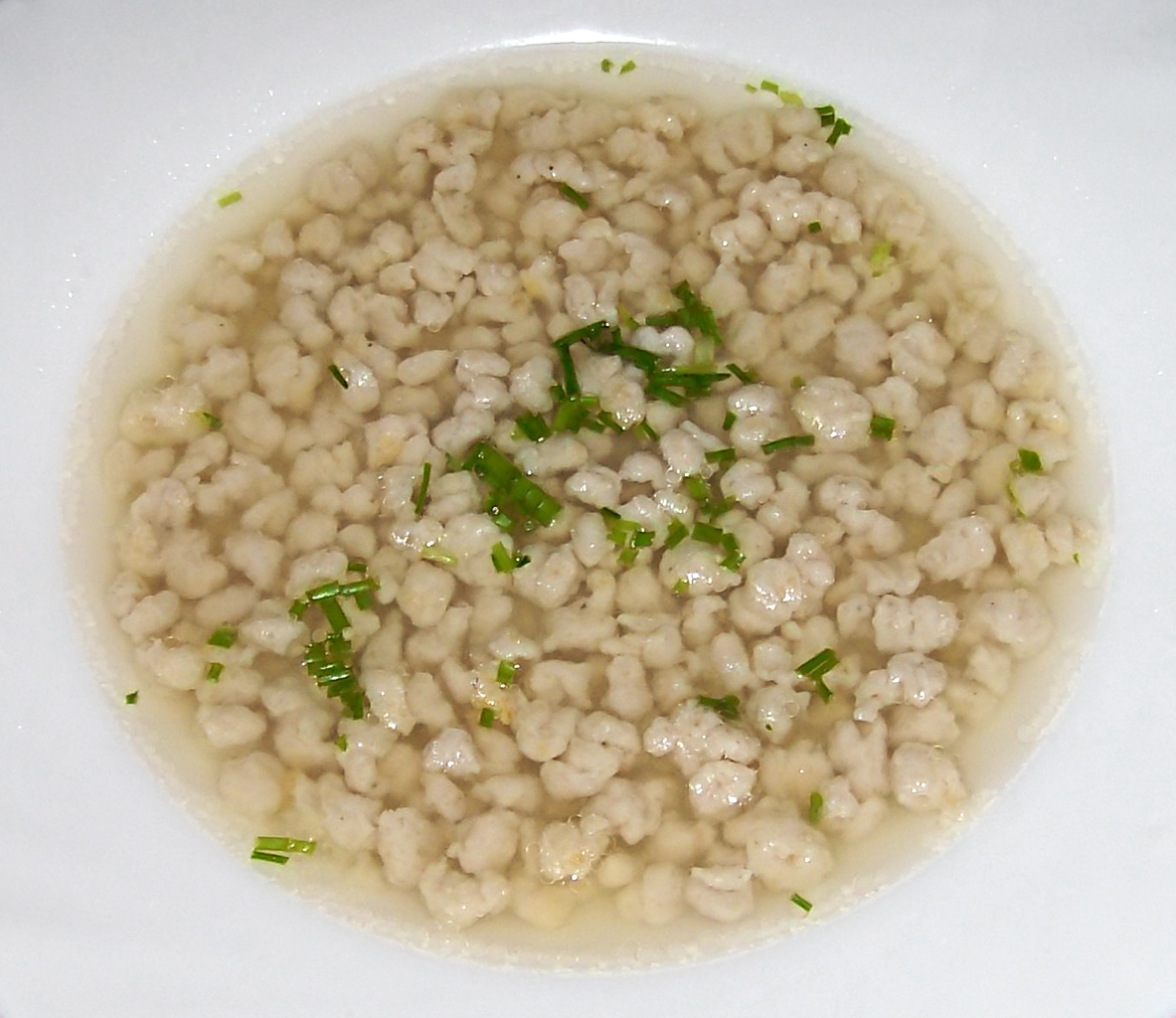
Brätspätzlesuppe

Brätspätzlesuppe ist eine Suppe der schwäbischen Küche mit einer Einlage besonderer Spätzle aus Wurstbrät.
Zur Zubereitung der Brätspätzle wird eine Masse aus Brät (Wurstbrät), Ei, Mehl und Paniermehl, gewürzt mit Salz, Pfeffer und Muskat oder Majoran, hergestellt und vom Spätzlesbrett geschabt oder mit dem Spätzlehobel bzw. Spätzlepresse in leicht kochendes Salzwasser gegeben. Wenn sie auf der Oberfläche schwimmen, sind die Brätspätzle gar, werden abgeschöpft und in heiße Fleischbrühe gegeben. Je nach Rezept werden der Masse noch gehackte, gedünstete Zwiebeln zugegeben oder die Brätspätzle werden direkt in der Brühe gegart. Üblich ist die Zugabe von etwas Schnittlauch oder Röstzwiebeln vor dem Servieren.